# 西安烈士陵園
西安烈士陵园是中華人民共和國陕西省西安市雁塔区长延堡街道的一個烈士陵園，建于1951年，1958年又更名为南郊陵园，总面积10.1万平方米。正厅总面积2000平方米, 前檐下镌刻毛泽东手迹 “人民英雄永垂不朽”8字，正厅主要介紹陣亡士兵事迹。墓区位于厅后。西安烈士陵園安葬着2200多名中共陣亡士兵。其中有陕中战役中共攻佔西安前夕陣亡的的王德安等9名陣亡士兵的墓地，陣亡士兵杜斌丞墓有毛泽东的題字 “ 为人民而死,虽死犹荣”9字碑。
曾在民国初年担任陕西都督兼民政长的张凤翙去世之后，也下葬在西安烈士陵园。